# Монтелибрети
Монтелибрети (итал. Montelibretti) је насеље у Италији у округу Рим, региону Лацио.
Према процени из 2011. у насељу је живело 3824 становника. Насеље се налази на надморској висини од 230 м.

## Становништво
Према резултатима пописа становништва 2011. у општини је живело 5.213 становника.
| 1931. | 1936. | 1951. | 1961. | 1971. | 1981. | 1991. | 2001. | 2011. |
| ----- | ----- | ----- | ----- | ----- | ----- | ----- | ----- | ----- |
| 2.953 | 3.244 | 4.073 | 4.285 | 4.430 | 4.758 | 4.846 | 4.823 | 5.213 |